# Gynoplistia quagga
Gynoplistia quagga är en tvåvingeart som beskrevs av Günther Theischinger 1993. Gynoplistia quagga ingår i släktet Gynoplistia och familjen småharkrankar. Inga underarter finns listade i Catalogue of Life.